# Goliathopsis cervus
Goliathopsis cervus är en skalbaggsart som beskrevs av Oliver Erichson Janson 1881. Goliathopsis cervus ingår i släktet Goliathopsis och familjen Cetoniidae. Inga underarter finns listade i Catalogue of Life.